# Edmond Ponsoye
Pour les articles homonymes, voir Ponsoye.
Edmond Félix Dupré Ponsoye, né le 25 janvier 1880 à Valence (Drôme) et mort le 13 janvier 1954 à Crest (Drôme), est un pasteur de l'Église réformée de France. Il s'est intéressé à l'histoire du protestantisme français.

## Biographie
Il naît à Valence et fait ses études à la faculté de théologie protestante de Montauban où il soutient une thèse de baccalauréat en théologie, intitulée Expérience et acte de foi (1905). Il est pasteur à Bourdeaux (Drôme) puis à Montpellier, à la chapelle de la rue de Brueys, où il a pour collègue Jean Cadier, jusqu'en 1946.
De tendance « orthodoxe » sur le plan dogmatique, il prend parti contre le processus de réunification des églises réformées (1934-1938), dont l'enjeu est notamment la rédaction d'une confession de foi commune aux différentes tendances théologiques. Il publie notamment, en 1934, un rapport destiné aux conférences pastorales des églises évangéliques du sud de la France et en 1936 une brochure intitulée Église évangélique ou Église libérale. Cependant, après la création de l'Église réformée de France en 1938, il y exerce son ministère pastoral.
Il est l'auteur d'articles dans les bulletins de la Société d'histoire du protestantisme français et dans l'hebdomadaire Le Christianisme au XXe siècle et de plusieurs ouvrages historiques, La Justice d'un intendant de Louis XIV (1928), La Bible à l'Origine de la Réforme Française (1925) et la Conversion de Turenne (1930).
Il est membre de la commission consultative du Musée du Désert et de la Société d'histoire du protestantisme français, membre du conseil de La Cause, et membre du conseil de la Faculté de théologie protestante de Montpellier.

## Vie privée
Il épouse à Crest le 4 juillet 1907, Odette Suzanne Peyron-Arnaud (Nîmes 1887-Crest 1970), fille de Marthe Eugénie Arnaud et d'Elie Peyron (Nîmes 1857-Crest 1941), l'avocat, personnalité politique du Gard, membre de l'Académie de Nîmes et fondateur de la Revue socialiste.
Ils ont quatre enfants, dont Pierre Ponsoye et Emmanuel Ponsoye, médecin.

## Sources
- Dictionnaire du monde religieux dans la France contemporaine : les protestants, 1993
- En Ardèche autrefois, Haut Vivarais et Boutières au XVe siècle Robert Valladier-Chante, Editions et Régions, 2004
- Histoires et destins extraordinaires, Jean Durand, Autoédition Pont saint Esprit, 1995
- Armorial de la ville de Marseille du comte de Montgrand, d'après d'Hozier
- Les Déchirements de l’unité (1933-1938), Maurice Longeiret, 2004, Excelsis